# Presles-et-Boves
Presles-et-Boves – miejscowość i gmina we Francji, w regionie Hauts-de-France, w departamencie Aisne.
Według danych na styczeń 2014 roku gminę zamieszkiwało 369 osób, a gęstość zaludnienia wynosiła 38,3 osób/km².